# We Wish You a Merry Christmas
"We Wish You a Merry Christmas" (Chúng tôi chúc ông/bà/bạn một lễ Giáng sinh vui vẻ) là một bài hát thông dụng thường được phát trên khắp thế giới vào dịp Giáng sinh, có nguồn gốc từ miền Tây nước Anh, từ khoảng thế kỷ 16. Đây là bài hát được ưa chuộng khắp nơi, dùng để đón chào Giáng sinh an lành và Năm mới vui vẻ hạnh phúc.
Nguồn gốc của bài hát mừng Giáng sinh này dựa trên truyền thống của người Anh, với những giáo dân giàu có vào đêm Giáng sinh đem tặng những bánh trái (như bánh pudding) cho các người hát thánh ca trong buổi lễ.
Bài hát này thường được chế bản thành nhiều dạng khác.

## Lời hát
| Lời 1: We wish you a Merry Christmas And a Happy New Year. Điệp khúc Good tidings we bring to you and your kin We wish you a Merry Christmas and a Happy New Year. Oh, bring us some figgy pudding So bring it's right here. Điệp khúc Good tidings we bring to you and your kin We wish you a Merry Christmas and a Happy New Year. Điệp khúc We won't go until we've get some We won't go until we've get some. So bring it's right here. | Lời 2: We wish you a Merry Christmas (x3) and a Happy New Year. Điệp khúc Good tidings to you,wherever you are Good Tidings for Christmas and a Happy New Year. Oh, bring us a figgy pudding (x3) and a cup of good cheer. Điệp khúc We won't go until we get some, (x3) so bring it right here. Điệp khúc We wish you a Merry Christmas (x3) and a Happy New Year. |

## Nghe thử
- Fichier MIDI